# Rhombopsammia niphada
Rhombopsammia niphada är en korallart som beskrevs av Robert M. Owens 1986. Rhombopsammia niphada ingår i släktet Rhombopsammia och familjen Micrabaciidae. Inga underarter finns listade i Catalogue of Life.